# Storflotjärnen (Ramsele socken, Ångermanland, 706383-151312)
Storflotjärnen är en sjö i Sollefteå kommun i Ångermanland och ingår i Ångermanälvens huvudavrinningsområde.